# Jag vill städs ha Jesus med mig
Jag vill städs ha Jesus med mig är en sång från 1884 med text av Lizzie Edwards, pseudonym för Fanny Crosby och med musik av John R Sweney. Texten översattes till svenska 1913 och bearbetades 1987 av Gun-Britt Holgersson.

## Publicerad i
- Kom 1930 som nr 68 under rubriken "Trosliv och helgelse".
- Sionstoner 1935 som nr 623 under rubriken "Ungdom". Här lyder dock anslaget Jesus måste jag ha med mig.
- Frälsningsarméns sångbok 1968 som nr 395 under rubriken "Det Kristna Livet - Erfarenhet och vittnesbörd".
- Segertoner 1988 som nr 545 med titelraden "Jag vill vara nära Jesus" under rubriken "Att leva av tro - Förtröstan - trygghet".[1]
- Frälsningsarméns sångbok 1990 som nr 565 under rubriken "Erfarenhet och vittnesbörd".